# Museo degli strumenti musicali dell'Accademia nazionale di Santa Cecilia
Il Museo degli strumenti musicali dell'Accademia nazionale di Santa Cecilia (MUSA) è il museo che ospita la collezione di strumenti musicali dell'Accademia nazionale di Santa Cecilia. La sua nuova sede, presso l'Auditorium Parco della Musica a Roma, è stata inaugurata nel febbraio 2008 e progettata dall'architetto Renzo Piano.
Nella galleria espositiva sono visibili circa 130 strumenti e una cinquantina di accessori di liuteria ospitati nel laboratorio a vista dove lavorano i liutai responsabili della conservazione della collezione.
Il percorso si snoda dagli strumenti a corde, a pizzico e ad arco, ai fiati, alle arpe, lire e salteri, fino agli strumenti a tastiera. Tra gli strumenti più importanti della collezione c'è il violino detto "Toscano" costruito da Antonio Stradivari nel 1690 assieme ad altri quattro strumenti che formano il cosiddetto "quintetto Mediceo", creato appositamente per il Granprincipe Ferdinando de' Medici. Vi è poi la viola di David Tecchler, liutaio di origine tedesca che lavorò a Roma nella prima metà del Settecento, costruendo alcuni tra i migliori strumenti di quel periodo. È opera sua anche uno dei mandolini parte della collezione privata di strumenti della regina Margherita di Savoia, da lei lasciata in eredità all'Accademia.